# Panhas

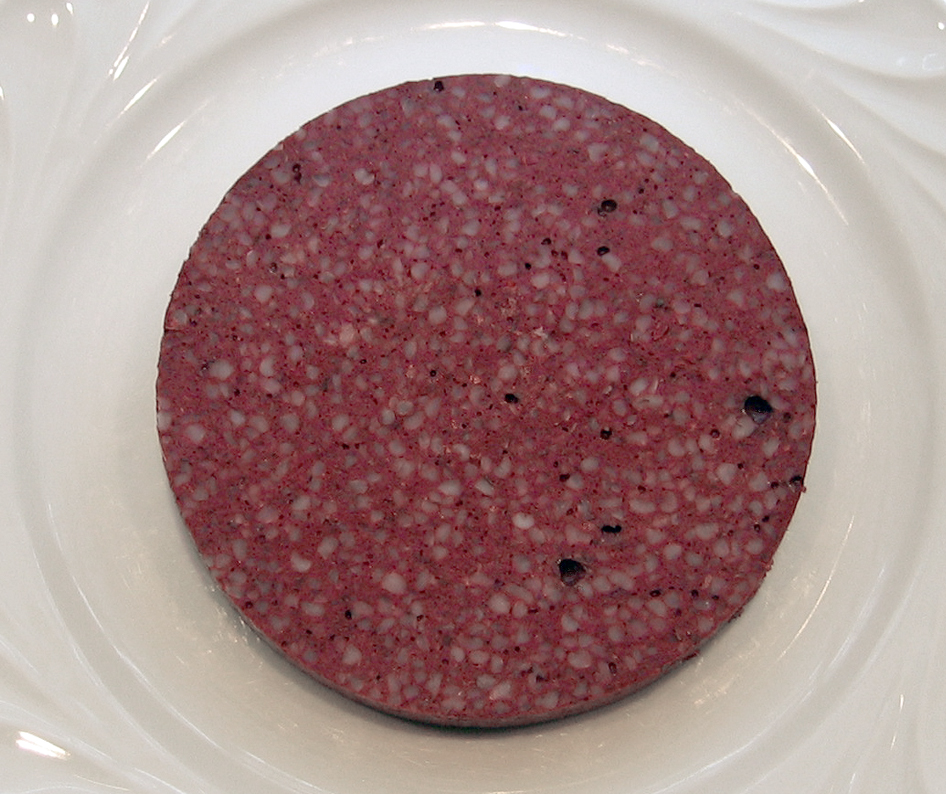
Rodaja de panhas fresco.

El panhas o pannas (en bajo alemán, pfannenhase) es un plato tradicional de la cocina de Westfalia y de Renania, derivado de la matanza (schlachtfest) del cerdo en esas zonas. 
En la cocina de Holanda existe un plato similar denominado balkenbrij. el plato se pronuncia en castellano como: pan-jas, pan, por pfanne que  significa ‘sartén’ y jas por hase, ‘liebre’. 

## Costumbres
En las épocas de la matanza del cerdo se colocaban todas las salchichas en un schwienepott y se cocían. En este recipiente se daba de comer a los cerdos, recolectando las verduras y los trozos de comida sobrantes. El caldo resultante se reducía y se aglutinaba con harina, se añadía pimienta de Jamaica y dependiendo de la economía se añadía carne o tocino, se dejaba reposar para que adquiriese rigidez. Tras esto se debía comer en un periodo de tiempo breve ya que no se podía conservar durante tiempo, por esta razón era una comida típica de la matanza.
El panhas en la actualidad es un conjunto de carnes de cerdo elaboradas al estilo de la matanza que suele contener paté de cerdo (leberwurst), morcilla alemana (blutwurst) y todo ello se fríe con cebollas picadas hasta que se carameliza. Tras esto se añade el caldo de carne. A esta mezcla se añade harina y sangre para que quede más viscoso.

## Forma de consumo
Se suele servir con patatas cocidas y sauerkraut una variedad regional del Rhin (Rheinland) se realiza en conjunción con el Himmel und Erde (en dialecto regional se denomina: Himmel un Ääd). Si se sirve frío se suele comer con pan. El panhas puede tener diferencias regionales, no solo en la apariencia, sino también en el sabor, todo ello dependerá de la zona y del cocinero. En el oeste de Münsterland, por ejemplo, se elabora el panhas sin sangre y suele tener un gris ligero, la variante que añade sangre se denomina en el Múnsterland blutbrot (‘pan de sangre’) o blutkuchen (‘pastel de sangre’).